# NGC 6923
NGC 6923 = IC 5004 ist eine Balken-Spiralgalaxie vom Hubble-Typ SBb im Sternbild Mikroskop am Südsternhimmel. Sie ist schätzungsweise 128 Millionen Lichtjahre von der Milchstraße entfernt.
Das Objekt wurde am 31. Juli 1834 vom britischen Astronomen John Herschel entdeckt.